# Le Guéveur
Ar Guéveur (ou Ar Guiveur ; Le Grand Chien en Français) est une corne de brume construite dans les années 1930 sur l’Île-de-Sein. 

Le Guéveur avant la destruction de l’étage supérieur en 1944

 Dynamitée en 1944 par les troupes allemandes postées sur l’île, il est reconstruit en 1947. Cette corne de brume devait prévenir les marins de la présence toute proche de l’île.
Après 70 ans de bons et loyaux services, le Guéveur est désaffecté dans la nuit du 6 décembre 2001.
Lors du tournage du film Élisa, sortie en 1995 avec Gérard Depardieu  et Vanessa Paradis, le Guéveur tiend la place du phare de l’Île de Sein.  